# Oğlanqala
Oğlanqala är en ort i Azerbajdzjan.   Den ligger i distriktet Nachitjevan, i den västra delen av landet, 400 km väster om huvudstaden Baku. Oğlanqala ligger 853 meter över havet och antalet invånare är 2 897.
Terrängen runt Oğlanqala är kuperad åt nordost, men åt sydväst är den platt. Närmaste större samhälle är Dyudengya, 4,3 km väster om Oğlanqala. 
Trakten runt Oğlanqala består till största delen av jordbruksmark. Runt Oğlanqala är det ganska tätbefolkat, med 90 invånare per kvadratkilometer.